# Klimaatgevoeligheid

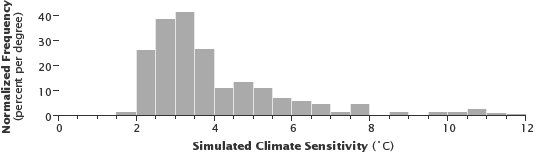
Frequentieverdeling van klimaatgevoeligheid, gebaseerd op modelsimulaties. Weinig van de simulaties resulteren in minder dan 2 °C van de opwarming - in de buurt van de laagst mogelijke schattingen door het Intergouvernementeel Panel over klimaatverandering (IPCC). Sommige simulaties resulteren in aanzienlijk meer dan de 4 °C, wat aan de bovenkant van de IPCC-schattingen ligt. Dit patroon (statistici noemen het een "scheve verdeling") suggereert dat als de kooldioxideconcentraties verdubbelen, de kans op zeer grote temperatuurstijgingen groter is dan de kans op zeer kleine stijgingen.

Klimaatgevoeligheid is de temperatuurverandering die optreedt als gevolg van een stralingsforcering, wanneer het systeem weer in evenwicht is. De klimaatgevoeligheid is afhankelijk van de initiële toestand van het klimaat, maar kan tot op zekere hoogte afgeleid worden uit paleoklimatische data. Ook kan men schattingen maken van de klimaatgevoeligheid aan de hand van modellen en aan de hand van recente metingen. Het neemt zowel de directe forcering mee, alsmede de terugkoppelingen.
Meestal wordt de term klimaatgevoeligheid gebruikt wanneer men spreekt over stralingsforcering door een hogere CO2-concentratie, maar het wordt gezien als een algemene eigenschap van een klimaatsysteem: de verandering van de oppervlaktetemperatuur (ΔT) als gevolg van een verandering in de stralingsforcering. Klimaatgevoeligheid heeft als eenheden °C/(W/m2). Voor sommige niet-homogene forceringen is dit geen goede benadering. Wanneer er bijvoorbeeld een stralingsforcering is in de poolgebieden, zal hier een grotere positieve terugkoppeling optreden en daarmee een hogere temperatuurstijging, dan wanneer je een forcering hebt in de tropen.
De klimaatgevoeligheid ten gevolge van een verhoging van de CO2-concentratie wordt vaak uitgedrukt in de temperatuurverandering in °C die geassocieerd wordt met een verdubbeling van de concentratie koolstofdioxide in de atmosfeer van de Aarde. In algemene circulatiemodellen is de klimaatgevoeligheid een emergente eigenschap: het is geen invoerparameter, maar een resultaat van een combinatie van de gesimuleerde natuurkunde en parameters. In simpelere modellen wordt het soms wel opgegeven als parameter. Men gebruikt dan de formule:
{\displaystyle \Delta T_{o}=\lambda \cdot stralingsforcering}
waarbij {\displaystyle \lambda } de klimaatgevoeligheid is.
Men maakt onderscheid tussen de transitieklimaatgevoeligheid en de evenwichtsklimaatgevoeligheid. De transitieklimaatgevoeligheid wordt berekend door een aardsysteem te modelleren waar de concentratie broeikasgassen langzaam stijgt, meestal met 1% per jaar. Men neemt dan het gemiddelde over 20 jaar rond het tijdstip dat de broeikasgasconcentratie is verdubbeld. Bij het berekenen van de evenwichtsklimaatgevoeligheid wordt op een moment de concentratie broeikasgas verdubbeld en blijft het vervolgens constant op deze hogere waarde. De temperatuur zal in dit geval langzaam stijgen tot het systeem in evenwicht is. De evenwichtsklimaatgevoeligheid valt meestal hoger uit dan de transitieklimaatgevoeligheid.

## Schattingen klimaatgevoeligheid
Een van de eerste schattingen van klimaatgevoeligheid - gedaan in 1979 door het National Academy of Sciences - was 3 °C, met een onzekerheid van 1,5 °C. Sindsdien is deze schatting niet veel veranderd: in het IPCC-rapport van 2013 wordt de evenwichtsklimaatgevoeligheid tussen de 1,5 °C en de 4,5 °C geschat, een verandering ten opzichte van het vorige rapport, waar ze schatten dat de klimaatgevoeligheid tussen de 2 °C en de 4,5 °C lag. De waarde van de transitieklimaatgevoeligheid werd in het laatste rapport tussen de 1,2 en de 2,4 °C geschat. 
Intussen is onzekerheid ontstaan over de invloed van feedback-mechanismen op de klimaatgevoeligheid. Hierin spelen onder meer de afname van de albedo van de Aarde (door smelting van het poolijs), de toenemende waterdamp en vooral de dynamiek van wolken bij opwarming. Verschillende onderzoekers pleiten voor het naar boven bijstellen van de marges, tot 5-6°C of zelfs meer.